# Камден (Теннессі)
Камден (англ. Camden) — місто (англ. city) в США, в окрузі Бентон штату Теннессі. Населення — 3674 особи (2020).

## Географія
Камден розташований за координатами 36°3′59″ пн. ш. 88°6′16″ зх. д. / 36.06639° пн. ш. 88.10444° зх. д. (36.066260, -88.104389).  За даними Бюро перепису населення США в 2010 році місто мало площу 14,68 км², уся площа — суходіл.

## Демографія
Згідно з переписом 2010 року, у місті мешкали 3582 особи в 1552 домогосподарствах у складі 923 родин. Густота населення становила 244 особи/км².  Було 1753 помешкання (119/км²).
Расовий склад населення:
| - 92,7 % — білих - 4,1 % — чорних або афроамериканців - 0,4 % — корінних американців - 0,3 % — азіатів |

До двох чи більше рас належало 1,7 %. Частка іспаномовних становила 3,2 % від усіх жителів.
За віковим діапазоном населення розподілялося таким чином: 21,1 % — особи молодші 18 років, 56,3 % — особи у віці 18—64 років, 22,6 % — особи у віці 65 років та старші. Медіана віку мешканця становила 43,3 року. На 100 осіб жіночої статі у місті припадало 84,0 чоловіків;  на 100 жінок у віці від 18 років та старших — 80,5 чоловіків також старших 18 років.
Середній дохід на одне домашнє господарство  становив 39 040 доларів США (медіана — 28 073), а середній дохід на одну сім'ю — 45 537 доларів (медіана — 32 321). Медіана доходів становила 24 125 доларів для чоловіків та 29 063 долари для жінок. За межею бідності перебувало 34,1 % осіб, у тому числі 51,3 % дітей у віці до 18 років та 19,8 % осіб у віці 65 років та старших.
Цивільне працевлаштоване населення становило 1174 особи. Основні галузі зайнятості: виробництво — 22,2 %, освіта, охорона здоров'я та соціальна допомога — 18,1 %, мистецтво, розваги та відпочинок — 15,0 %.